# Robert Damberg
Robert Damberg, född den 10 maj 1982 är landstingsråd (mp) i Uppsala och var tidigare ordförande för Ungdomens Nykterhetsförbund, UNF. Han valdes till ordförande på kongressen i Piteå 2005, då han efterträdde Teresia Pedersen, och avgick på kongressen i Göteborg 2009, då han efterträddes av Vidar Aronsson.
Tidigare har han arbetat för språkröret Maria Wetterstrand som hennes pressekreterare. 
Damberg är född 1982 och uppvuxen i Motala. Han bor numera i Uppsala.